# アディゲ語
アディゲ語（アディゲご）は、ロシア連邦南部、北カフカス（北コーカサス）に位置するアディゲ共和国の公用語。アブハズ語やカバルド語などとともに北西コーカサス語族（アブハズ・アディゲ語族）に属する。話者は約30万人。アディゲ共和国やその周辺のほかに、ロシア帝国の北カフカス支配からオスマン帝国へ逃れた人々の末裔が住むシリアやトルコなど中東にも話者が散在する。
主にカラチャイ・チェルケス共和国やカバルダ・バルカル共和国で話されているカバルド語と近く、2つの言語をまとめてチェルケス語派、さらに、アディゲ語を西チェルケス語、カバルド語を東チェルケス語と呼ぶこともある。
1920年代にラテン文字による表記が定められたが、1938年にキリル文字をもとにした正書法に改められた。